# Dominika Šalková
Dominika Šalková (Repubblica Ceca, 28 giugno 2004) è una tennista ceca.

## Carriera
Dominika Šalková ha vinto 7 titoli in singolare e 11 titoli in doppio nel circuito ITF in carriera. Il 20 novembre 2023 si è piazzata in singolare al 218º posto nel ranking WTA, mentre il 28 agosto 2023 ha raggiunto la 147ª posizione nel ranking di doppio.
La Šalková fa il suo debutto in un torneo WTA nel 2022 a Praga, grazie ad una wildcard per le qualificazioni, che riesce brillantemente a superare battendo le più quotate Astra Sharma e Natal'ja Vichljanceva, accedendo al tabellone principale. Nel singolare supera anche il primo turno contro la svizzera Ylena In-Albon, per poi cedere al turno successivo dalla connazionale Marie Bouzková racimolando appena tre giochi; nel doppio, viene eliminata all'esordio insieme alla connazionale Barbora Palicová dall'altra giovane coppia ceca formata da Lucie Havlíčková e Linda Nosková.
Al Singapore Tennis Open 2025, Dominika si qualifica per il main draw e ottiene la sua prima vittoria nel WTA Tour da Praga 2022 sconfiggendo la russa Ėrika Andreeva in due set, conquistando la sua prima vittoria contro una giocatrice Top 100. Nel secondo turno viene sconfitta dalla sesta testa di serie Camila Osorio in tre set, dopo essere stata in vantaggio negli ultimi due parziali.
Il 15 giugno 2025, Dominika raggiunge la sua prima finale WTA 125 della carriera in doppio al Città di Grado Tennis Cup, dove in coppia con la slovena Veronika Erjavec vengono sconfitte nell'ultimo atto dalla prima coppia del tabellone formata dalla statunitense Quinn Gleason e dalla brasiliana Ingrid Martins con il punteggio di 2-6, 7-5, [5-10].
Al Livesport Prague Open 2025 ottiene una wildcard ed un'altra vittoria in un torneo WTA, battendo la giovane connazionale Laura Samson nel primo turno in due set. Nel turno seguente, viene sconfitta da un'altra tennista ceca Kateřina Siniaková in due parziali.
Il 1º agosto 2025, Šalková vince il primo titolo WTA 125 della carriera in doppio al T-Mobile Polish Open insieme alla campionessa in carica e giocatrice di casa Weronika Falkowska, sconfiggendo nell'ultimo atto l'olandese Isabelle Haverlag e l'altra campionessa in carica e polacca Martyna Kubka con il punteggio di 6-2, 6-1.

## Circuito WTA 125

### Doppio

#### Vittorie (1)
| N. | Data           | Torneo                | Superficie | Compagna           | Avversarie in finale            | Punteggio |
| 1. | 1º agosto 2025 | Polish Open, Varsavia | Cemento    | Weronika Falkowska | Isabelle Haverlag Martyna Kubka | 6-2, 6-1  |

#### Sconfitte (1)
| N. | Data           | Torneo                           | Superficie  | Compagna         | Avversarie in finale         | Punteggio        |
| 1. | 15 giugno 2025 | Città di Grado Tennis Cup, Grado | Terra rossa | Veronika Erjavec | Quinn Gleason Ingrid Martins | 2-6, 7-5, [5-10] |

## Statistiche ITF

### Singolare

#### Vittorie (7)
| Torneo $100.000 (0) |
| Torneo $80.000 (0)  |
| Torneo $60.000 (3)  |
| Torneo $40.000 (0)  |
| Torneo $25.000 (3)  |
| Torneo $15.000 (1)  |

| N. | Data             | Torneo                                               | Superficie  | Avversaria in finale | Punteggio     |
| 1. | 15 maggio 2022   | Osijek Open, Osijek                                  | Terra rossa | Antonia Ružić        | 6-1, 6-2      |
| 2. | 14 ottobre 2023  | Andalucia Women's Internationals Nadia Cup, Siviglia | Terra rossa | Loïs Boisson         | 6-4, 6-3      |
| 3. | 29 ottobre 2023  | Loulé Ladies Open, Loulé                             | Cemento     | Silvia Ambrosio      | 6-1, 6-2      |
| 4. | 19 novembre 2023 | Madeira Ladies Open, Funchal                         | Cemento     | Lea Bošković         | 4-6, 7-5, 6-3 |
| 5. | 24 marzo 2024    | i-Vent Brankit Open, Maribor                         | Cemento (i) | Talia Gibson         | 6-2, 6-4      |
| 6. | 12 maggio 2024   | Advantage Cars Prague Open, Praga                    | Terra rossa | Maja Chwalińska      | 6-3, 6-0      |
| 7. | 21 giugno 2025   | Zagreb Ladies Open, Zagabria                         | Terra rossa | Tara Würth           | 2-6, 6-3, 6-3 |

### Doppio

#### Vittorie (11)
| Torneo $100.000 (0) |
| Torneo $80.000 (0)  |
| Torneo $60.000 (2)  |
| Torneo $40.000 (4)  |
| Torneo $25.000 (4)  |
| Torneo $15.000 (1)  |

| N.  | Data              | Torneo                                 | Superficie  | Compagna            | Avversarie in finale                    | Punteggio         |
| 1.  | 2 aprile 2022     | Egypt Women's Future, Sharm el-Sheikh  | Cemento     | Linda Klimovičová   | Mei Hasegawa Saki Imamura               | 6-1, 6-4          |
| 2.  | 10 settembre 2022 | Prestige Tennis Cup, Frýdek-Místek     | Cemento     | Miriam Kolodziejová | Funa Kozaki Misaki Matsuda              | 6-2, 6-3          |
| 3.  | 14 gennaio 2023   | Tallink Open, Tallinn                  | Cemento (i) | Lucie Havlíčková    | Deborah Chiesa Lisa Pigato              | 7-5, 4-6, [13-11] |
| 4.  | 29 aprile 2023    | Osijek Open, Osijek                    | Terra rossa | Julie Štruplová     | Denisa Hindová Karolína Kubáňová        | 6-3, 6-4          |
| 5.  | 27 maggio 2023    | Krka Open Otocec, Otočec               | Terra rossa | Veronika Erjavec    | Mariana Dražić Emily Webley-Smith       | 7-5, 6-3          |
| 6.  | 30 giugno 2023    | Città di Tarvisio Tennis Cup, Tarvisio | Terra rossa | Veronika Erjavec    | Nika Radišić Anita Wagner               | 6-0, 6-3          |
| 7.  | 28 ottobre 2023   | Loulé Ladies Open, Loulé               | Cemento     | Natália Szabanin    | Dar'ja Chomucianskaja Evialina Laskevič | 4-6, 6-2, [10-1]  |
| 8.  | 3 febbraio 2024   | TBC Porto Open, Porto                  | Cemento (i) | Veronika Erjavec    | Francisca Jorge Matilde Jorge           | 4-6, 7-5, [10-8]  |
| 9.  | 20 aprile 2024    | IFS Luka Koper Open, Capodistria       | Terra rossa | Veronika Erjavec    | Sapfo Sakellaridi Aurora Zantedeschi    | 6-1, 6-3          |
| 10. | 11 maggio 2024    | Advantage Cars Prague Open, Praga      | Terra rossa | Jaimee Fourlis      | Noma Noha Akugue Ella Seidel            | 5-7, 7-5, [10-4]  |
| 11. | 23 novembre 2024  | Empire Women's Indoor, Trnava          | Cemento (i) | Julie Štruplová     | İpek Öz Tara Würth                      | 6-4, 6-4          |

#### Sconfitte (3)
| Torneo $100.000 (0) |
| Torneo $80.000 (0)  |
| Torneo $60.000 (2)  |
| Torneo $40.000 (0)  |
| Torneo $25.000 (1)  |
| Torneo $15.000 (0)  |

| N. | Data             | Torneo                             | Superficie  | Compagna          | Avversarie in finale            | Punteggio         |
| 1. | 3 settembre 2022 | Kuchyně Gorenje Prague Open, Praga | Terra rossa | Linda Klimovičová | Elixane Lechemia Julia Lohoff   | 5-7, 5-7          |
| 2. | 17 febbraio 2023 | GB Pro-Series Glasgow, Glasgow     | Cemento (i) | Anna Sisková      | Maia Lumsden Ella McDonald      | 6-3, 1-6, [11–13] |
| 3. | 17 giugno 2023   | Agel Ricany Open, Říčany           | Terra rossa | Veronika Erjavec  | Karolína Kubáňová Aneta Kučmová | 6-4, 3-6, [4-10]  |